# Contrat de relance et de transition écologique
 (avril 2023).
La mise en forme du texte ne suit pas les recommandations de Wikipédia : il faut le « wikifier ».
Les points d'amélioration suivants sont les cas les plus fréquents :
- Les titres sont pré-formatés par le logiciel. Ils ne sont ni en capitales, ni en gras.
- Le texte ne doit pas être écrit en capitales (les noms de famille non plus), ni en gras, ni en italique, ni en « petit »…
- Le gras n'est utilisé que pour surligner le titre de l'article dans l'introduction, une seule fois.
- L'italique est rarement utilisé : mots en langue étrangère, titres d'œuvres, noms de bateaux, etc.
- Les citations ne sont pas en italique mais en corps de texte normal. Elles sont entourées par des guillemets français : « et ».
- Les listes à puces sont à éviter, des paragraphes rédigés étant largement préférés. Les tableaux sont à réserver à la présentation de données structurées (résultats, etc.).
- Les appels de note de bas de page (petits chiffres en exposant, introduits par l'outil «  Source ») sont à placer entre la fin de phrase et le point final[comme ça].
- Les liens internes (vers d'autres articles de Wikipédia) sont à choisir avec parcimonie. Créez des liens vers des articles approfondissant le sujet. Les termes génériques sans rapport avec le sujet sont à éviter, ainsi que les répétitions de liens vers un même terme.
- Les liens externes sont à placer uniquement dans une section « Liens externes », à la fin de l'article. Ces liens sont à choisir avec parcimonie suivant les règles définies. Si un lien sert de source à l'article, son insertion dans le texte est à faire par les notes de bas de page.
- La présentation des références doit suivre les conventions bibliographiques. Il est recommandé d'utiliser les modèles {{Ouvrage}}, {{Chapitre}}, {{Article}}, {{Lien web}} et/ou {{Bibliographie}}. Le mode d'édition visuel peut mettre en forme automatiquement les références.
- Insérer une infobox (cadre d'informations à droite) n'est pas obligatoire pour parachever la mise en page.

Pour une aide détaillée, merci de consulter Aide:Wikification.
Si vous pensez que ces points ont été résolus, vous pouvez retirer ce bandeau et améliorer la mise en forme d'un autre article.
Les contrats de relance et de transition écologique (CRTE) sont des documents contractuels évolutifs passés entre l’État et les acteurs territoriaux pour coordonner et planifier l’action publique locale à l’échelle d’un bassin de vie. Ils représentent un cadre partenarial au sein duquel les acteurs d'un territoire, principalement publics, s'accordent sur la base d’un projet de territoire partagée, sur la définition d’axes stratégiques, d’un programme d'action ainsi que d'une gouvernance pour faire vivre ce contrat. Ils sont lancés par la circulaire du Premier ministre du 20 novembre 2020.
La loi du 22 juillet 2019 portant création d'une Agence nationale de la cohésion des territoires prévoit en son article L. 1231-2.-II que " Ces contrats [de cohésion territoriale] s'articulent avec les projets de territoire élaborés par les collectivités territoriales et leurs groupements. Ces contrats peuvent intégrer tout autre contrat, prévu par les lois et règlements en vigueur, relatif à l'aménagement du territoire, à la politique de la ville, au numérique ou à tout autre domaine relevant des compétences de l'agence".
Les contrats de relance et de transition écologique (CRTE) s'inspirent largement de la charte interministérielle de la contractualisation entre l’État et les collectivités territoriales (2019) qui préconise notamment : l'appui de la contractualisation sur un projet de territoire, une approche transversale des thématiques, un pilotage partenarial et une contractualisation adaptative.

## Principes
Le CRTE est piloté par les élus, en lien étroit avec les services déconcentrés de l’État. Il porte une vision collective, partagée et prospective. Il est élaboré à partir d’un projet de territoire existant, à actualiser ou à construire, en s’appuyant sur la mobilisation de tous les acteurs (collectivités, État, entreprises, consulaires, associations, habitants), et sur les démarches territoriales déjà engagées : projet d'aménagement et de développement durable (PADD) d’un schéma de cohérence territoriale (SCoT) ou plan local d'urbanisme intercommunal PLUI, plan climat-air-énergie territorial (PCAET), contrat de transition écologique (CTE), contrat local de santé (CLS), projet alimentaire territorial (PAT)…"
Les CRTE remplacent les contrats de ruralité qui existaient de 2017 à 2020 et prolongent en généralisant l'expérimentation des Contrats de Transition Écologique (CTE) lancés par le Ministère de la Transition Ecologique en 2018. Ils peuvent servir de cadre pour la déclinaison locale du volet territorial des Contrats de Plan Etat Région (CPER).
Ces contrats sont en majorité portés à l’échelle d’un EPCI, voire d’un regroupement d'EPCI (pays, PETR, pôles métropolitains, parcs naturels régionaux, autres syndicats mixtes ou associations). La première génération est conclue pour la durée du mandat municipal et intercommunal 2020-2026.
Les CRTE sont cosignés par le préfet de département et/ou le sous-préfet, les élus du territoire et, dans la mesure du possible, les conseils régionaux et départementaux. Les opérateurs de l’État tels que l’Agence nationale de l'habitat, l’Agence de l'environnement et de la maîtrise de l'énergie (ADEME), le Centre d'études et d'expertise sur les risques, l'environnement, la mobilité et l'aménagement (Cerema), les partenaires nationaux (Banque des territoires et ses délégations régionales) et territoriaux (chambres consulaires, associations ou entreprises) peuvent y être associés.
La coordination générale des CRTE est opérée par l’Agence Nationale de la Cohésion des Territoires, en lien avec le Commissariat Général au Développement Durable.
L'appellation de ces contrats peut varier : contrat de relance et de transition écologique (CRTE), contrat de ruralité de relance et de transition écologique (CRRTE), contrat métropolitain de relance et de transition écologique (CMRTE) pour certaines métropoles, pacte territorial de relance et de transition écologique (PTRTE) dans la région Grand-Est.

## Textes de référence
Les CRTE ont été créés par la circulaire du Premier Ministre du 20 novembre 2020 relative à l'élaboration des contrats territoriaux de relance et de transition écologique", qui a été complétée par la circulaire du 4 janvier 2022 "relative à la mise en œuvre des contrats territoriaux de relance et de transition écologique".

## Objectifs
Les CRTE poursuivent trois objectifs : accélérer la relance dans les territoires, accompagner les transitions sur la base d'un projet de territoire et offrir une vision d’ensemble des actions de l’État et de ses opérateurs dans un cadre contractuel avec les collectivités territoriales :
Dans le cadre du plan de relance du gouvernement, les dotations financières de l’État pour les collectivités ont bénéficié d’une augmentation exceptionnelle. La dotation de soutien à l’investissement local (DSIL) et la dotation d’équipement des territoires Ruraux (DETR) furent en 2020-2021 “à leur plus haut niveau historique”. Ces dotations renforcées par le plan de relance, tout comme d'autres sources de financement (FNADT, crédits ministériels, fonds européens…) ont permis aux CRTE de se déployer sur l’ensemble du territoire. Le fonds vert permet d’accélérer la réalisation des actions de transition écologique prévues dans les contrats. 
Identifiés dans le diagnostic du territoire, les enjeux locaux (fracture numérique, solidarité, transition écologique, mobilité, développement économique…) sont traduits dans un plan d’action qui décline “domaine par domaine, les priorités d’action et les projets du territoire pour conduire sa démarche de transformation à moyen-long terme, en mobilisant dans la durée les moyens des différents partenaires publics et privés”.
Les CRTE font figurer dans un même document "les démarches contractuelles existantes, au moins à la maille intercommunale, et au plus à la maille infra-départementale. Au niveau infrarégional, ils remplacent progressivement les pactes territoriaux de développement, les pactes Etat-métropole, les contrats de ruralité, de ville, de revitalisation bourg-centre, de transition écologique, de redynamisation des sites de défense et de station touristique”.
Les CRTE regroupent également les programmes d’appui aux territoires : Action cœur de ville, Petites Villes de demain, Territoires d’industrie, France Services, France Très Haut-Débit, France Mobilités ; ainsi que les opérations de revitalisation des territoires (ORT), les actions prévues dans les plans climat-air-énergie territoriaux (PCAET) et celles de l'Agenda rural.
Les programmes des opérateurs publics ont également vocation à y figurer : ADEME, ANAH, ANRU …

## Contenus des contrats
Conçus avant tout comme des partenariats souples et adaptables aux configurations locales, le contenu, les orientations stratégiques, les actions, les signataires varient d'un contrat à l'autre.
Les contrats de relance et de transition écologique sont composés de plusieurs éléments (non exhaustifs : présentation du territoire, diagnostic, orientations stratégiques, accompagnement en ingénierie, programmation financière) et de différents articles relatifs aux engagements, à la gouvernance, au suivi et à l’évaluation…
Un plan d’action décline les orientations stratégiques en actions opérationnelles. Ces actions, relevant de thématiques variées, couvrent un très large spectre de l’action publique locale : accès aux services, santé, logement, numérique, éducation, énergie, biodiversité, économie, commerce, mobilité, politique de la ville, agriculture, alimentation, emploi, formation, sécurité, culture, patrimoine, sport… Des indicateurs permettent d’évaluer l’atteinte d'objectifs associés à chaque action.
Une maquette financière “pluriannuelle indicative et une maquette financière annuelle” récapitulent les financements des différentes actions.

## Financements
Les CRTE permettent aux projets de bénéficier d'un accès à de nombreuses sources de financement potentielles comme la DSIL, la DETR, le FNADT, les crédits des ministères concernés par les axes thématiques du CRTE, ceux des opérateurs publics et des collectivités partenaires (Communes, Établissements de coopération intercommunale, Départements, Régions), ainsi que des fonds européens gérés en grande partie par les Régions. En 2023, un fonds d’accélération de la transition écologique dans les territoires, dit « fonds vert », complète les moyens avec 2 milliards €.

## Gouvernance locale
Un comité de pilotage est mis en place pour chaque CRTE. Sa composition est laissée à l’appréciation des partenaires locaux. Celui-ci “veille au déroulement des actions et assure l’évaluation du contrat sur la base des indicateurs de suivi. Il examine la programmation et le financement des opérations, et décide d’éventuelles mesures rectificatives et d’évolutions du contrat relatives au périmètre, aux orientations, aux partenaires et aux actions “.
Un comité technique assiste le comité de pilotage et se compose “selon les besoins, des services des collectivités, des services déconcentrés de l’État, des opérateurs et des établissements publics, etc…” Il “livre un avis technique au comité de pilotage destiné à l’éclairer sur la conduite des opérations, l’animation et l’évolution du contrat”.

## Déploiement et animation
La signature des contrats, initialement prévue pour le 30 juin 2021, s’est étalée dans le temps avec une majorité de contrats signés au second semestre 2021 puis début 2022. Au 5 avril 2023 843 CRTE sont signés et mis en œuvre, et une dizaine d’autres non encore achevés. 
Lors de l'étape d’élaboration de ces contrats, au moins 464 territoires ont bénéficié d'un accompagnement en ingénierie, 292 par l'ANCT, 110 par l'ADEME et 64 par le CEREMA.
D’autres mesures d’appui en ingénierie (stratégique, pré-opérationnelle, assistance maitrise d’ouvrage)  pour les collectivités dans la mise œuvre du CRTE sont possibles dans le cadre de « l’accompagnement sur-mesure » de l’ANCT ou par le cofinancement de chefs de projet dans le cadre du volet territorial des CPER ou depuis peu du volet ingénierie du « fonds vert ».

## Positions quant à la démarche
Lors des vœux de l'association d'élus Intercommunalités de France, Dominique Faure, Ministre déléguée chargée des Collectivités territoriales et de la Ruralité, a qualifié le CRTE de « magnifique outil [...] pour que la transition écologique s'ancre particulièrement dans les territoires et faire en sorte de simplifier toutes les aides à l'investissement que l’État porte dans les territoires ».
Pour Antoine Pellion, secrétaire général à la planification écologique : « les CRTE ont permis d’agir en faveur des territoires malgré des objectifs qui peuvent être différents d’un territoire à un autre ».
Pour Maryse Beyrié, présidente du PETR Pays des Nestes (Hautes-Pyrénées), « Le CRTE doit nous permettre de réunir toutes les contractualisations, c’est presque le livre de chevet que nous tous, élus, devrions avoir ».
Pour André Laignel, 1er vice-président délégué de l'AMF, les CRTE représentent une "nouvelle atteinte à la libre administration des collectivités" illustrant "une volonté assumée d’écarter les communes au profit des intercommunalités". Il a signé le CRTE du Pays d’Issoudun le 11 décembre 2021.

## Perspectives
Le Fonds d'accélération de la transition écologique ou Fonds vert inscrit au budget central pour l'année 2023, doté de deux milliards d'euros afin d’aider, dès 2023, les collectivités territoriales et leurs partenaires à accélérer leur transition écologique" est géré par les préfets qui peuvent s'appuyer sur les Contrats de relance et de transition écologique (CRTE) afin d’identifier des projets éligibles.